# Піраллахи (селище)
Піраллахи (Артем-Острів; азерб. Pirallahı) — селище на сході Азербайджану, адміністративний центр Піраллахинського району міста Баку.

## Географія
Селище розташоване на однойменному острові за 3 км на схід від Апшеронського півострова. З'єднаний з материком штучно намитою дамбою, через що між півостровом та островом утворилась Північна Апшеронська затока.

## Історія
Статус селища міського типу надано в 1955 році.

## Населення
Населення селища становить 15900 осіб (2012; 13583 в 2008, 13724 в 1989).

## Господарство
Селище сполучене з материком через дамбу автодорогою та залізницею, має морський порт. На всьому острові навколо селища ведеться видобуток нафти й газу, розвинуте рибництво.